# 足立遠定
足立 遠定（あだち とおさだ）は、戦国時代の三河国の武将。

## 略歴
源頼朝の有力な御家人として知られる足立遠元の末裔という。父は三河岡崎城主の松平広忠に仕え、遠定も弟の甚尉とともに広忠の嫡男・元康（家康）に仕えた。足立氏は後述の酒井忠尚同様に碧海郡上野の武士だったようである。
弘治2年（1556年）織田氏方に味方して岡崎城を攻めた酒井忠尚を撃退した際に兄弟で戦功があり、その後の忠尚の今川氏方帰順を仲介している。永禄元年（1558年）寺部城の戦いに甚尉とともに従軍。甚尉はこの戦いで戦死したものの合戦には勝利し、遠定は今川義元より兄弟の戦功を賞して感状を与えられている。
永禄6年（1563年）元康に反旗を翻した酒井忠尚に属し、忠尚の上野城に籠城した。翌年に乱は鎮圧され忠尚は出奔したが、遠定は松平氏に帰参している。その家督は婿養子の政定が継承し、その子孫は江戸幕府旗本となっている。